# Gesù Bambino all'Esquilino
Gesù Bambino all'Esquilino, även benämnd Bambin Gesù, är en kyrkobyggnad i Rom, helgad åt Jesusbarnet. Kyrkan är belägen vid Via Urbana på Esquilinens sluttning i Rione Monti och tillhör församlingen Santa Maria Maggiore in San Vito.

## Kyrkans historia
År 1672 grundades i Rom Suore oblate del Santo Bambino Gesù (Det heliga Jesusbarnets oblatsystrar) av Anna Moroni. Orden hade som syfte att ta hand om unga prostituerade kvinnor och ge dessa en kristen uppfostran och undervisning. År 1713 inleddes uppförandet av en ny skola, ett kloster och ett moderhus vid Via Urbana. Bygget leddes initialt av Alessandro Specchi, men övertogs av Carlo Buratti, som 1731 påbörjade bygget av en kyrka. Denna fullbordades av Ferdinando Fuga 1736 på uppdrag av påve Clemens XII. Kyrkan konsekrerades den 9 september 1736.
Klosterkomplexet upptar hela det kvarter, vilket omgärdas av Via Urbana, Piazza dell'Esquilino, Via Cavour och Via Ruinaglia. Under 1800-talets senare hälft ledde arkitekten Andrea Busiri Vici restaurerings- och tillbyggnadsarbeten på kloster och kyrka. Kyrkans fasad, fullbordad av Ferdinando Fuga, har en kolossalordning med korintiska pilastrar och kröns av ett kraftigt profilerat, brutet pediment.

## Kyrkans interiör
Kyrkan har ett grekiskt kors som grundplan. Kupolen, ritad av Fuga, med åtta ribbor har den helige Andes duva i mitten. Högaltarmålningen från 1883 av Giovanni Battista Gagliardi framställer Jesu födelse. Interiören har två sidokapell. Det högra är invigt åt den helige Augustinus och dess altarmålning Den helige Augustinus triumferar över kätteriet är ett verk av Domenico Maria Muratori från 1736. Målningen flankeras av rosa pilastrar. Det vänstra sidokapellet, invigt åt den helige Andrea Corsini, har en altaruppsats av den portugisiske arkitekten Manoel Rodriguez Dos Santos och en altarmålning, Jungfru Maria uppenbarar sig för den helige Andrea Corsini, av Giacomo Zoboli.
Till höger om vestibulen öppnar sig Cappella della Passione, invigt åt Kristi lidande. Kapellet beställdes av kardinal Mario Mattei år 1856 och ritades av Virginio Vespignani i nyrenässansstil. I kapellets absid återfinns en träskulptur, föreställande en sittande Kristus som Smärtomannen; den törnekrönte Kristus bär en purpurröd mantel och håller en käpp i handen. Kapellets halvkupol bärs upp av fyra fristående korintiska alabasterkolonner. I kapellets nischer står statyer som avbildar de fyra evangelisterna, utförda av Stefano Galletti. Två målningar, Judas förråder Kristus med en kyss och Kristi gisslande, är verk av Francesco Grandi.